# Love Machine (Brighton Rock)
Love Machine è il secondo album in studio dei Brighton Rock, pubblicato nel 1991 per l'etichetta discografica WEA Records.

## Tracce
1. Bulletproof – 3:55
2. Hollywood Shuffle – 4:08
3. Love Machine – 5:00
4. Still the One – 4:19
5. Mr. Mistreater – 4:13
6. Nightstalker – 5:29
7. Love in a Bottle – 4:32
8. Nothin' to Lose – 3:40
9. Heart of Steel – 4:33
10. Cocaine – 3:08 – cover di J.J. Cale
11. Magic Is Back – 5:56

## Formazione
- Gerry McGhee - voce
- Greg Fraser - chitarra
- Stevie Skreebs - basso elettrico
- Mark Cavarzan - batteria, percussioni